# Mędrzechów
Mędrzechów est une localité polonaise, siège de la gmina de Mędrzechów, située dans le powiat de Dąbrowa en voïvodie de Petite-Pologne.